# Jean Kaminsky
Pour les articles homonymes, voir Kaminsky.
Jean Kaminsky est un journaliste français. Il a fondé Sepcom à la fin des années 1980. Il est également le fondateur de Néo-Média, éditeur de MSX Magazine et organisateur du Festival de la Micro et de l'Amstrad Expo.
Il a grandement aidé à introduire l'usage de l'ordinateur en France grâce à ses nombreuses publications grand public à succès comme :
- Amstrad Magazine[3] ;
- PC Magazine (originellement connu comme Compatibles PC Magazine).